# ارتم بوخ
ارتم بوخ (اوکراینی: Артем Олександрович Бобух؛ زادهٔ ۴ دسامبر ۱۹۸۸) بازیکن فوتبال اهل اوکراین است.
از باشگاه‌هایی که در آن بازی کرده‌است می‌توان به باشگاه فوتبال کریفباس کریفیی ریه، باشگاه فوتبال بلشیتا بابرویسک، و باشگاه فوتبال متالیست خارکوف اشاره کرد.